# Missione Kepler
and that someday we might be able to join other intelligent life in the universe.»
(William J. Borucki, principal investigator for NASA's Kepler mission)
La missione Kepler è stata una missione spaziale della NASA parte del programma Discovery, il cui scopo era la ricerca e conferma di pianeti simili alla Terra in orbita attorno a stelle diverse dal Sole, tramite l'utilizzo del telescopio spaziale Kepler. Il veicolo spaziale, chiamato in onore dell'astronomo tedesco del diciassettesimo secolo Johannes Kepler, è stato lanciato con successo il 7 marzo 2009.
Il telescopio Kepler è stato "specificatamente progettato per monitorare una porzione della nostra regione della Via Lattea e scoprire dozzine di pianeti simili alla Terra vicino o nella zona abitabile e determinare quante delle miliardi di stelle della nostra galassia posseggano pianeti". Per fare ciò, un fotometro ha monitorato costantemente la luminosità di più di 145 000 stelle della sequenza principale nel suo campo di vista fissato, presso le costellazioni del Cigno, della Lira e del Drago. I dati erano trasmessi a terra, dove sono stati analizzati in cerca di periodiche diminuzioni di luminosità delle stelle causate da pianeti extrasolari che transitano di fronte alla loro stella. Nell'aprile 2013 il team di Kepler aveva individuato 2 740 candidati pianeti e confermato altri 121. Nel gennaio 2013 un gruppo di astronomi dell'Harvard-Smithsonian Center for Astrophysics ha stimato dai dati di Kepler che nella Via Lattea risiedano "almeno 17 miliardi" di esopianeti simili alla Terra.
Il programma Discovery, di cui Kepler faceva parte, consiste in missioni scientifiche di basso costo focalizzate su obiettivi precisi. La costruzione del telescopio e le operazioni iniziali sono state gestite dal Jet Propulsion Laboratory, insieme alla Ball Aerospace, responsabile dello sviluppo del sistema di volo. L'Ames Research Center è stato invece responsabile dello sviluppo dei sistemi a Terra, delle operazioni di missione dal dicembre 2009 e dell'analisi dei dati scientifici. Il tempo previsto per la missione è stato inizialmente di 3,5 anni, ma è stato ripetutamente esteso fino a concludersi ufficialmente ad ottobre del 2018 con la disconnessione dal centro di controllo a terra il mese successivo.
Durante i suoi oltre nove anni e mezzo di servizio, Kepler ha osservato 530 506 stelle e rilevato 2 662 pianeti.

## Caratteristiche tecniche

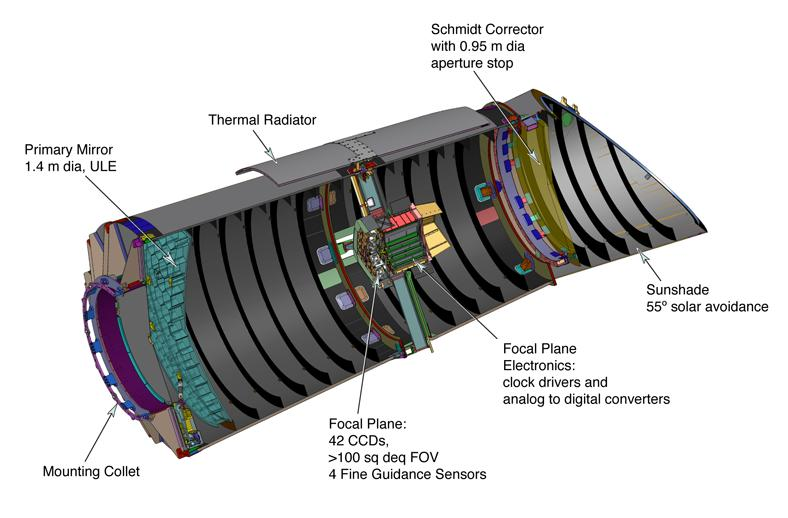
Diagramma del telescopio che evidenzia i suoi principali componenti.

Il telescopio possedeva una massa di 1039 kg ed era costituito da uno specchio primario di 1,4 m di diametro e con un'apertura di 0,95 m. Lo strumento aveva un campo di vista di 115 gradi quadrati (circa 12° in diametro), equivalente all'area sottesa da un pugno a braccio teso, 105 dei quali utili per dati di qualità scientifica e con meno dell'11% di vignettatura. Il fotometro aveva un effetto di soft focus, per ottenere così misurazioni fotometriche eccellenti piuttosto che immagini nitide. L'obiettivo aveva una precisione fotometrica differenziale combinata (combined differential photometric precision o CDPP) di 20 ppm per una stella di magnitudine 12 di tipo solare e per un periodo di integrazione di 6,5 ore, anche se le osservazioni non hanno raggiunto questo obiettivo. Il transito di un pianeta terrestre produce una variazione di luminosità di 84 ppm e dura circa 13 ore.

### Fotocamera

La schiera di sensori di Kepler: sono montati su una superficie curva per compensare la curvatura di campo di Petzval.

Il piano focale della fotocamera del telescopio era costituito da una matrice di 42 sensori CCD, ciascuno con una dimensione di 2200 × 1024 pixel. La fotocamera possedeva quindi una risoluzione totale di 95 megapixel, il che la rende la più grande all'epoca mai lanciata nello spazio. I sensori erano raffreddati da condotti termici (Heat pipe) connessi a un radiatore esterno.
I sensori CCD erano letti ogni 6 secondi, per limitarne la saturazione, e le immagini erano generate a bordo dello strumento sommando per 30 minuti tali letture. Nonostante al lancio Kepler possedesse il più alto tasso di produzione di dati di qualsiasi altra missione NASA, l'immagine somma dei 95 milioni di pixel per 30 minuti costituisce più informazione di quanta possa essere memorizzata e trasmessa a Terra. Pertanto il team preselezionava i pixel associati a ciascuna stella di interesse, vale a dire il 5% del totale. I dati da questi pixel erano in seguito riquantificati, compressi e memorizzati, insieme a dati ausiliari, nell'unità di memoria a stato solido da 16 GB di bordo. I dati memorizzati e scaricati a Terra comprendevano le immagini delle stelle del progetto, lo striscio, il livello di nero, il fondo e il pieno campo.

### Specchio primario
Lo specchio primario di Kepler misurava 1,4 metri di diametro ed era stato alleggerito dell'86% rispetto a uno specchio solido delle stesse dimensioni, utilizzando una struttura di supporto a nido d'ape. Il supporto in vetro dello specchio è stato realizzato dalla fabbrica di vetri Corning Inc., utilizzando vetro ad espansione ultra bassa (Ultra Low-Expansion glass o vetro ULE). Siccome il telescopio aveva bisogno di una sensibilità fotometrica molto elevata per rivelare pianeti piccoli come quelli obiettivo della missione, era richiesto un rivestimento dello specchio estremamente riflettente, per eliminare ogni possibile effetto negativo da parte di imperfezioni della superficie. Utilizzando la deposizione fisica da vapore tramite fascio di elettroni, la Surface Optics Corp. ha applicato un rivestimento protettivo di 9 strati di argento e nitruri per aumentare la riflessione e un rivestimento dielettrico a interferenza per minimizzare la formazione di macchie di colore e assorbimento da umidità atmosferica.

### Cronologia della missione

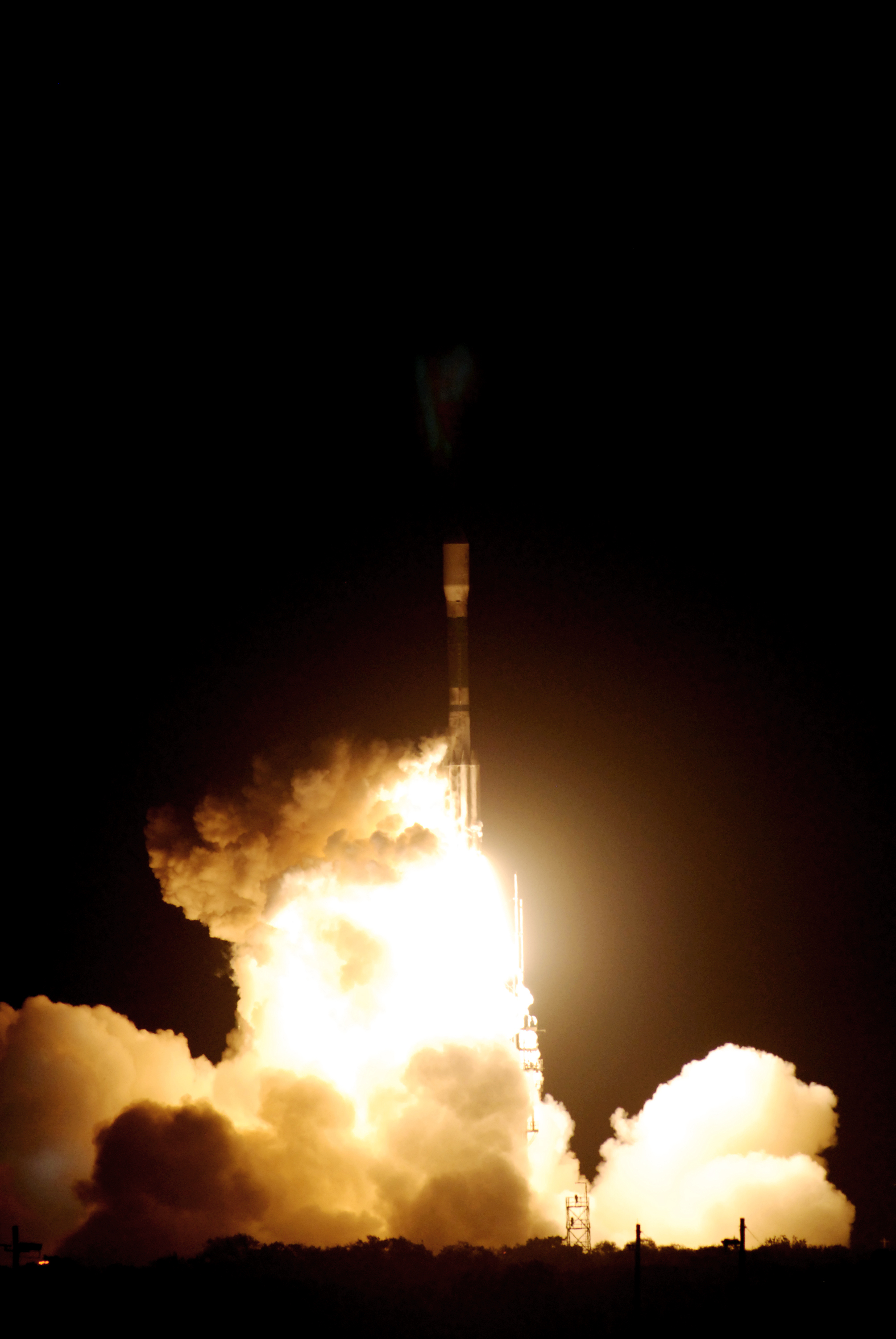
Il lancio di Kepler, il 7 marzo 2009

Nel gennaio 2006 il lancio del telescopio è stato ritardato di otto mesi per via di tagli al bilancio della NASA e di altri quattro mesi nel marzo dello stesso anno per problemi fiscali. In questo periodo è stato cambiato il design dell'antenna ad alto guadagno, rinunciando alla sospensione cardanica e collegandola direttamente al telaio del veicolo spaziale, così da ridurre costi e complessità, al costo di un giorno di osservazione al mese perso.
Il telescopio spaziale Kepler è stato lanciato il 7 marzo 2009 alle 03:49:57 UTC (6 marzo ore 10:49:57 pm EST) a bordo di un lanciatore Delta II dalla Cape Canaveral Air Force Station, Florida. Il lancio è stato un successo completo e tutte e tre le fasi erano complete alle 04:55 UTC. La copertura del telescopio è stata espulsa il 7 aprile e le immagini di prima luce sono state scattate il giorno successivo.
Il 20 aprile 2009 il team scientifico di Kepler ha annunciato che ulteriori rifiniture del fuoco avrebbero incrementato notevolmente la qualità dei dati di ritorno. Il 23 aprile seguente è stato annunciato come il fuoco fosse stato ottimizzato con successo, muovendo lo specchio primario di 40 micrometri verso il piano focale e inclinandolo di 0,0072 gradi.
Il 13 maggio 2009 alle ore 01:01 UTC Kepler ha completato con successo la fase di preparazione e ha cominciato la sua ricerca di pianeti extrasolari.
Il 19 giugno 2009 il veicolo spaziale ha trasmesso con successo i suoi primi dati scientifici a Terra. Si è scoperto che il 15 giugno Kepler è entrato in "safe mode" (modalità di sicurezza), e una seconda volta il 2 luglio. Entrambi gli eventi sono stati innescati da un "reset del processore". Il telescopio è ritornato ad operare normalmente il 3 luglio e i dati raccolti dal 19 giugno sono stati trasmessi a Terra quel giorno. Il 14 ottobre 2009 si è determinato che la causa di questi eventi di “messa in sicurezza” del telescopio era un generatore di potenza a bassa tensione, che alimentava il processore RAD750. Il 12 gennaio 2010 una porzione del piano focale ha trasmesso dati anomali, indicando un problema con il piano focale del modulo MOD-3, che controlla 2 dei 42 CCD di Kepler.
Kepler trasmette a terra circa 12 gigabyte di dati all'incirca una volta al mese, un esempio di tale download è quello del 22-23 novembre 2010.
Il 14 luglio 2012 una delle quattro ruote di reazione utilizzate per il puntamento fine del telescopio si è guastata. Seppur Kepler richiedeva solo tre delle ruote di reazione per posizionarsi accuratamente, il guasto ad un'altra di queste avrebbe reso la sonda incapace di continuare la sua missione e mettendo a repentaglio la missione estesa.
Il 17 gennaio 2013 la NASA ha annunciato che una delle tre ruote di reazione rimanenti, la numero 4, mostrava segni di aumento dell'attrito e che Kepler avrebbe operato in modo discontinuo per 10 giorni come possibile soluzione al problema. Se anche la seconda ruota si fosse guastata la missione sarebbe stata terminata. Il 29 gennaio la NASA ha annunciato il ritorno con successo alla normale modalità di raccolta dati, nonostante la ruota di reazione continuasse ad esibire livelli di frizione elevati e saltuari.
Il 29 aprile 2013 un manager update ha riportato che la quarta ruota di reazione continuava a mostrare segni di frizione e deterioramento e che il team stava valutando le misure da prendere nel caso la ruota dovesse fallire completamente, eventualmente passando al controllo dell'orientamento tramite propulsori. Un contatto il 3 maggio successivo ha mostrato che il telescopio era entrato in modalità di sicurezza, ma sembra che la cosa non sia correlata con il malfunzionamento delle ruote di reazione. Il telescopio è successivamente ritornato alla normale modalità di presa dati il 6 maggio successivo
Il 15 maggio 2013 è stato annunciato che la ruota di reazione 4 aveva definitivamente cessato di funzionare. Il telescopio si trovava in una modalità di sicurezza controllata dai propulsori, probabilmente per la perdita dell'orientamento, e stava lentamente girando su se stesso. Al comando di fermare la rotazione il team ha scoperto il fallimento della quarta ruota di reazione, probabilmente per il cedimento strutturale del cuscinetto stesso.
A seguito di ciò il telescopio è stato messo in modalità PRS (Point Rest State), di puntamento a riposo, una nuova modalità studiata per l'evenienza che permetteva il contatto continuo con la Terra.
Nelle settimane successive il team ha cercato di ripristinare la funzionalità del telescopio, tentando sia il riutilizzo della prima ruota di reazione fallita sia il controllo tramite propulsori.
Il 19 agosto 2013 la NASA ha annunciato che si è rivelato impossibile riparare il telescopio, per cui non è potuto tornare ad essere operativo per la ricerca di esopianeti. Il sistema di stabilizzazione, formato da quattro dispositivi simili a giroscopi ed essenziale per ottenere la precisione necessaria, non era riparabile. La NASA ha previsto di poter ancora usare il telescopio per scopi diversi da quello della ricerca di pianeti extrasolari potenzialmente in grado di ospitare la vita.

### Prestazioni
In termini di prestazioni fotometriche Kepler ha lavorato bene, meglio di qualsiasi telescopio terrestre, seppure inferiormente all'obiettivo di progetto. Tale obiettivo era di una precisione fotometrica differenziale combinata (CDPP) di 20 ppm per una stella di magnitudine 12 in 6,5 ore di integrazione: questa stima era stata calcolata considerando una variabilità delle stelle di 10 ppm, all'incirca il valore di variabilità solare. L'accuratezza ottenuta invece per questo tipo di osservazione ha una vasta gamma di valori, in dipendenza dalla stella e dalla sua posizione sul piano focale, con una mediana di 29 ppm. Molto del rumore addizionale era dovuto a una maggiore variabilità delle stelle stesse, circa 19,5 ppm, mentre il resto era dovuto a fonti di rumore strumentale maggiori di quanto previsto. Si sta lavorando per comprendere meglio il rumore strumentale ed eliminarlo.
Siccome il segnale di un pianeta terrestre transitante è molto vicino al livello di rumore (circa 80 ppm), l'aumento di questo implica per ogni singolo evento di transito un livello di significatività di 2,7 σ, invece del 4 σ di progetto. Questo a sua volta significa che più transiti dovevano essere necessariamente osservati per essere sicuri di una rivelazione di pianeta. Le stime scientifiche avevano indicato in 7-8 anni il tempo necessario alla missione per trovare tutti i pianeti terrestri transitanti, contro i 3,5 originalmente pianificati. Il 4 aprile 2012 è stata approvata la missione estesa di Kepler fino all'anno fiscale 2016.

### Orientamento e orbita

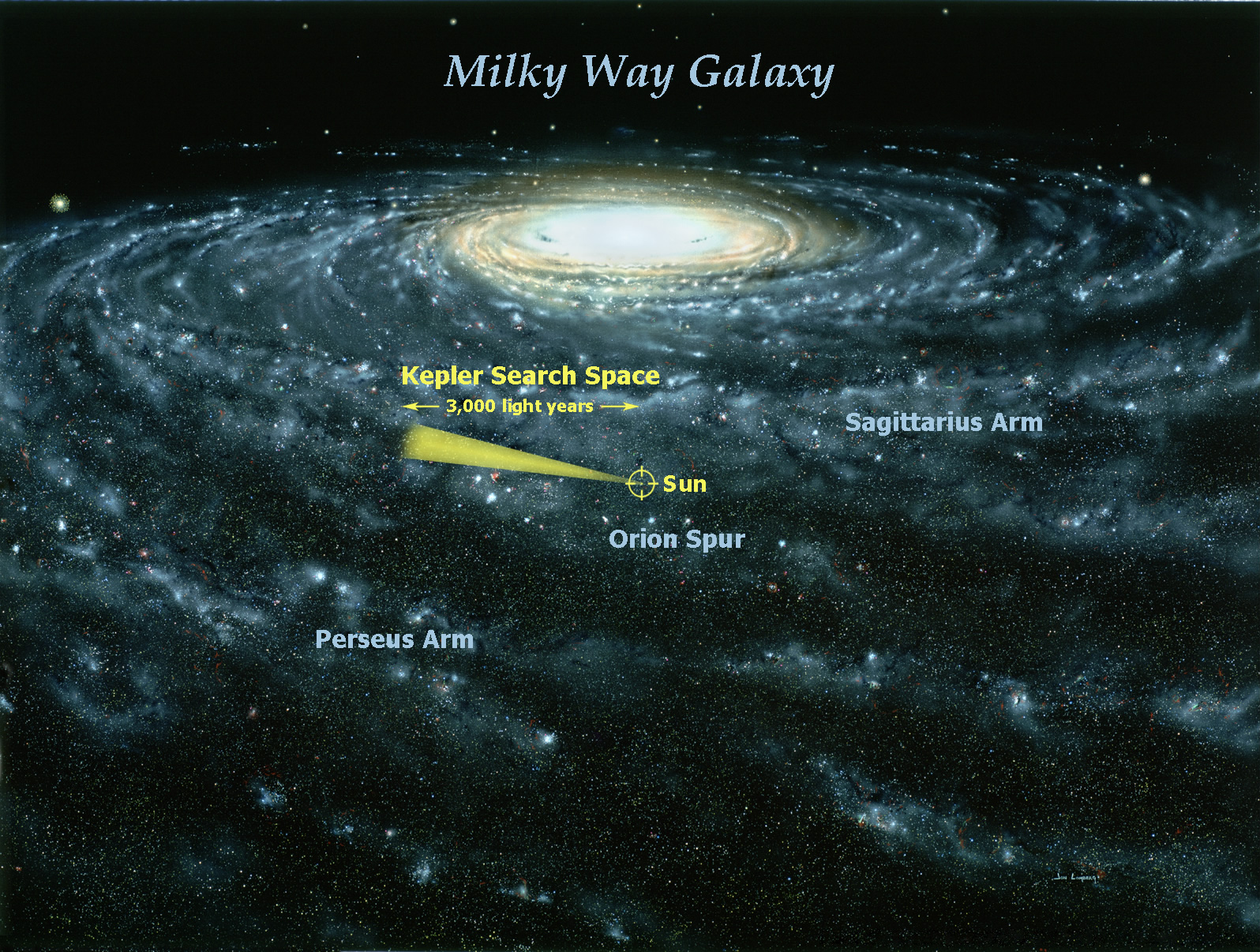
Volume di ricerca di Kepler nella Via Lattea.

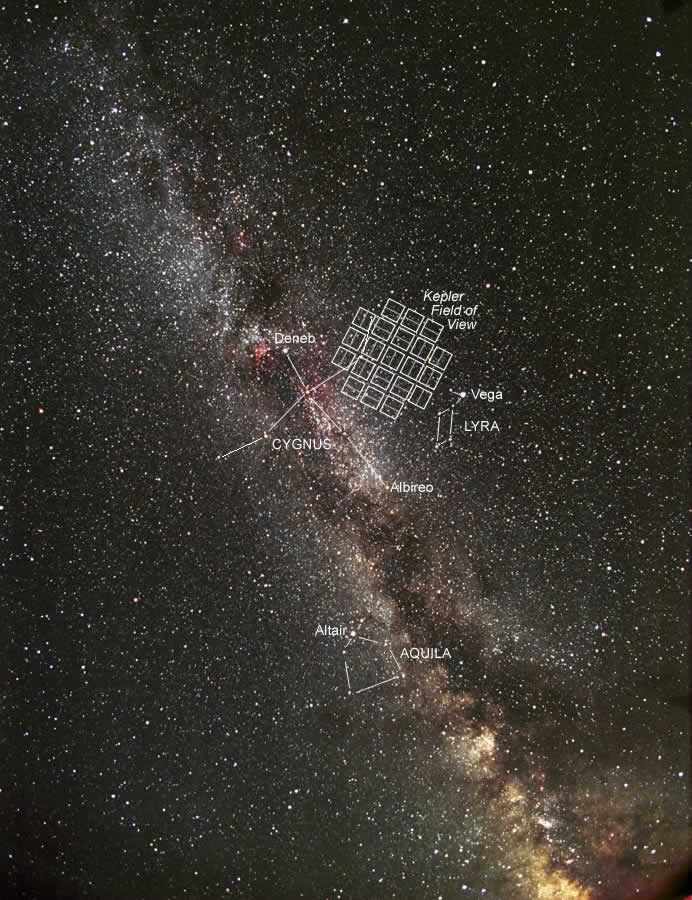
Il campo visivo di Kepler nelle costellazioni del Cigno, della Lira e del Dragone.

Kepler era su un'orbita eliocentrica, che evitava occultazioni da parte della Terra, luce diffusa, perturbazioni gravitazionali e momenti torcenti associati alle orbite terrestri. Il fotometro puntava il suo campo visivo verso le costellazioni del Cigno, della Lira e del Dragone, ben lontane dal piano dell'eclittica, così che la luce del Sole non entrasse mai nel fotometro durante la sua orbita. Il campo inoltre non era oscurato né dalla fascia di Kuiper né da quella principale.
Questa è inoltre la stessa direzione del moto del Sistema Solare attorno al centro della Galassia. Di conseguenza le stelle osservate da Kepler sono all'incirca alla stessa distanza dal centro galattico del Sole e altrettanto vicine al piano galattico. Questa condizione potrebbe essere importante se l'abitabilità dipendesse dalla posizione nella Galassia, come suggerito dall'ipotesi della rarità della Terra.
L'orbita di Kepler è stata definita dalla NASA come di trascinamento terrestre, poiché il periodo di rivoluzione di 372,5 giorni, più lungo di quello terrestre, fa sì che lentamente il telescopio rimanga indietro rispetto alla Terra.

### Gestione

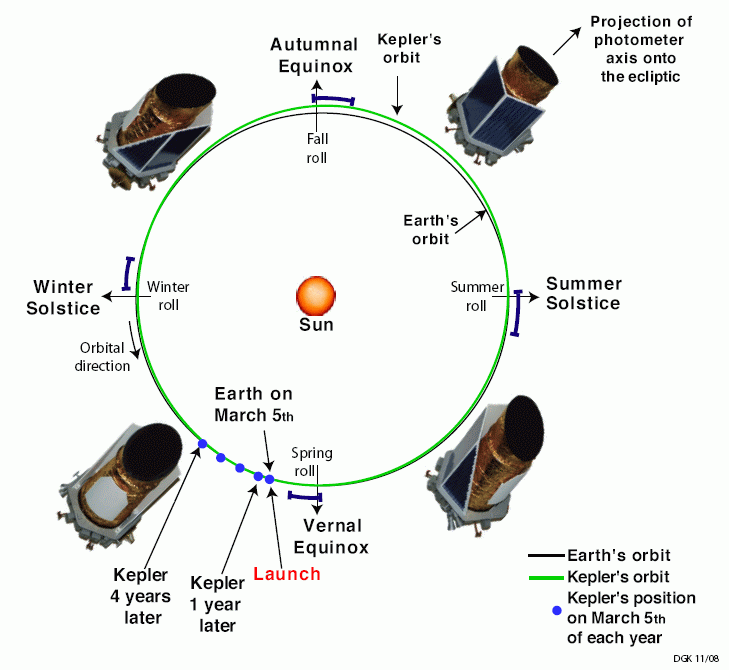
Rappresentazione dell'orbita di Kepler. I pannelli solari del telescopio sono ruotati di 90° ogni solstizio ed equinozio.

Kepler era gestito dal Laboratory for Atmospheric and Space Physics (LASP), Boulder (Colorado). I pannelli solari del telescopio erano ruotati verso il Sole ogni solstizio ed equinozio, per ottimizzare l'angolo di incidenza dei raggi solari e per mantenere il radiatore puntato verso lo spazio profondo. Il LASP controllava il telescopio insieme ai suoi costruttori, il Ball Aerospace & Technologies Corp., da un centro di controllo di missione situato nel campus dell'Università del Colorado. Il LASP controllava la pianificazione di base della missione e la raccolta e distribuzione iniziale dei dati. Il costo del ciclo iniziale della missione è stato previsto essere di 600 milioni di dollari, incluso il finanziamento per 3,5 anni di operatività, quest'ultima estesa dalla NASA nel 2012 fino al 2016 e successivamente fino al 2018.

#### Comunicazione
La NASA comunicava con il telescopio spaziale usando il collegamento in Banda X due volte a settimana, per l'invio di comandi e il controllo dello status. I dati scientifici invece erano scaricati una volta al mese utilizzando il collegamento in Banda Ka, con un rateo massimo di trasferimento di circa 550 kBps. Lo stesso Kepler conduceva a bordo le prime parziali analisi scientifiche e trasmetteva solo i dati ritenuti necessari alla missione, ai fini di risparmiare banda.

#### Gestione dei dati
I dati scientifici di telemetria raccolti durante le operazioni di missione al LASP erano inviati per il processamento al Kepler Data Management Center (DMC), situato allo Space Telescope Science Institute, nel campus della Johns Hopkins University in Baltimora (Maryland). I dati erano decodificati e processati dal DMC in formato FITS e successivamente inviati al Science Operations Center (SOC), parte del NASA Ames Research Center, per la calibrazione e il processamento finale. Il SOC aveva sviluppato e utilizzato gli strumenti necessari all'elaborazione dei dati per il loro uso da parte del Kepler Science Office (SO). Di conseguenza, il SOC sviluppava il software di processamento della pipeline di elaborazione dati, basandosi sugli algoritmi scientifici sviluppati dal SO. Durante le operazioni, il SOC:
1. Riceveva i dati calibrati dal DMC;
2. Applicava gli algoritmi di analisi per produrre le curve di luce per ciascuna stella;
3. Ricercava gli eventuali eventi di transito per l'individuazione dei pianeti (eventi di soglia di transito o "threshold-crossing events" (TCE));
4. Validava i dati dei candidati pianeti testandone la consistenza per eliminare i falsi positivi.

Il SOC valutava anche le prestazioni fotometriche su base continuativa e forniva i dati ottenuti al SO e al Mission Management Office. Infine il SOC sviluppava e manuteneva i database scientifici del progetto, inclusi i cataloghi e i dati processati. In ultimo luogo il SOC rimandava i prodotti dei dati calibrati e i risultati scientifici al DMC per l'archiviazione e distribuzione agli astronomi del mondo, attraverso il Multimission Archive at STScI (MAST).

## Campo visivo

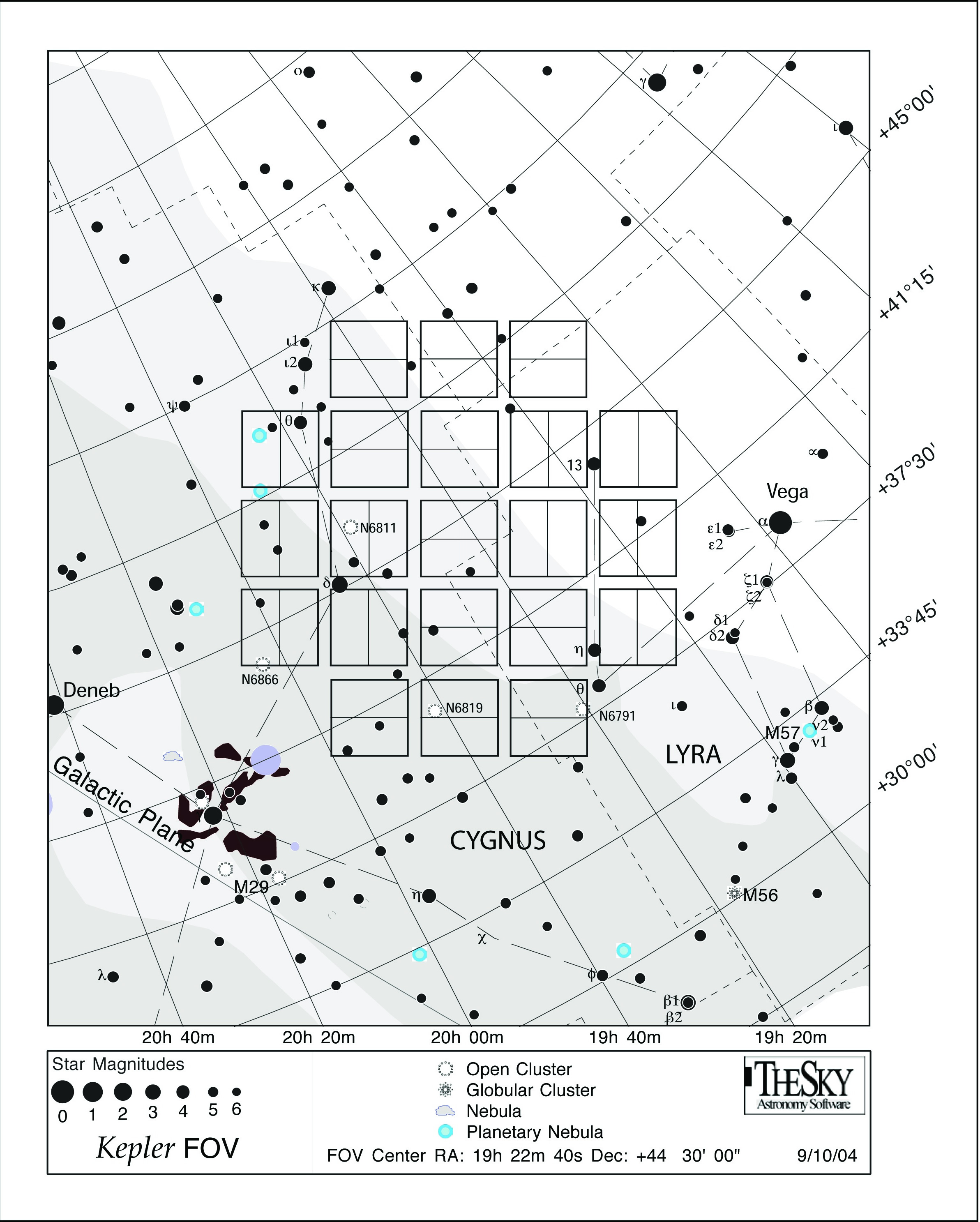
Schema del campo visivo di Kepler insieme alle coordinate celesti.

Kepler aveva un campo visivo fissato: il diagramma sulla destra mostra le coordinate celesti dell'area e come erano disposti i sensori della sua fotocamera, insieme alla posizione di alcune stelle brillanti. Il sito della missione forniva un calcolatore che determina se un dato oggetto ricade nel campo d'osservazione di Kepler e dove questo apparirebbe nei dati prodotti, in base anche al periodo di osservazione. I dati dei pianeti extrasolari candidati erano raccolti dal Kepler Follow-up Program, ai fini di condurre le osservazioni finali di conferma.
Il campo visivo di Kepler copriva 115 gradi quadrati, circa lo 0,28% della volta celeste: sarebbero serviti quindi circa 400 telescopi come Kepler per coprirla interamente.

## Obiettivi scientifici e metodologie
Gli obiettivi scientifici di Kepler erano l'esplorazione della struttura e della diversità dei sistemi planetari. Il telescopio ha osservato quindi un campione di circa 140 000 stelle con i seguenti obiettivi chiave:
- Determinare quanti pianeti terrestri e superterre esistono nella zona abitabile, anche chiamata Zona Goldilocks,[56] di una grande varietà di stelle.
- Determinare l'intervallo di grandezza e forma delle orbite di tali pianeti.
- Stimare quanti pianeti si trovano in sistemi stellari multipli.
- Determinare l'intervallo di grandezza delle orbite, di luminosità, dimensioni, massa e densità dei gioviani caldi.
- Identificare ulteriori membri di ciascun sistema scoperto tramite l'impiego di altre tecniche oltre al transito.
- Determinare la proprietà delle stelle che ospitano sistemi planetari.

I pianeti extrasolari scoperti precedentemente alla messa in opera di Kepler dagli altri progetti erano in gran parte pianeti giganti gassosi, delle dimensioni di Giove o maggiori. Kepler era stato progettato apposta per trovare pianeti da 30 a 600 volte meno massicci, nell'ordine di grandezza della Terra (Giove è 318 volte più massiccio di essa). Il metodo utilizzato, quello del transito, consta nella osservazione ripetuta dei transiti dei pianeti di fronte alle loro stelle. Ciò causa una diminuzione della magnitudine apparente della stella, dell'ordine dello 0,01% per un pianeta grande come la Terra. L'entità della diminuzione di luminosità della stella permette di calcolare il raggio del pianeta, conoscendo quello stellare, mentre l'intervallo tra i transiti fornisce una misura diretta del periodo orbitale dell'oggetto. Da questo si possono calcolare le stime del semiasse maggiore dell'orbita, utilizzando la terza legge di Keplero, e della temperatura del pianeta.
La probabilità che un'orbita planetaria casuale cada lungo la linea di vista con la stella si ottiene dividendo il diametro della stella per quello dell'orbita. Per un pianeta terrestre che orbita a 1 UA dalla stella la probabilità di transitare di fronte a una stella simile al Sole è dello 0,465%, circa una su 215. A 0,72 UA (la distanza orbitale di Venere) la probabilità è leggermente maggiore, circa lo 0,65%. Questi ultimi sarebbero simili alla Terra se la stella ospite fosse più fredda del Sole, come Tau Ceti. Oltretutto siccome i pianeti in un dato sistema tendono ad orbitare su di un piano grossomodo comune, le probabilità di osservare sistemi multipli sono maggiori. Per esempio, se una missione simile a Kepler condotta da osservatori esterni osservasse la Terra transitare il Sole, ci sarebbe un 12% di possibilità che osservi anche i transiti di Venere.
Il campo visivo di Kepler di 115 gradi quadrati forniva al telescopio molte più possibilità di rilevare pianeti terrestri rispetto a Hubble, che ha un campo visivo di soli 10 arcominuti quadrati. In più Kepler era dedicato al rilevamento di transiti planetari, mentre il telescopio Hubble è impiegato in una vasta gamma di osservazioni scientifiche e raramente osserva un campo stellare continuamente. Delle circa 500 000 stelle nel campo visivo di Kepler circa 140 000 sono state selezionate per lo studio, e sono state osservate simultaneamente, prendendo una misurazione di luminosità ogni 30 minuti. Ciò forniva probabilità maggiori di vedere un transito. La probabilità di 1/215 di osservare un pianeta terrestre orbitante a 1 UA transitare di fronte alla stella significa che, se tutte le stelle studiate possedessero lo stesso diametro del Sole e un pianeta terrestre di questo tipo, Kepler sarebbe stato in grado di scoprirne fino a circa 465. Se solo il 10% delle stelle possedesse un tale pianeta il numero di pianeti rilevabili scende a circa 46. La missione era quindi adatta a determinare la frequenza di questi pianeti terrestri di lungo periodo in orbita attorno ad altre stelle.
Siccome servono almeno tre transiti per confermare la natura planetaria dei segnali osservati nella curva di luce della stella e siccome pianeti più grandi forniscono un segnale più facile da elaborare gli scienziati si aspettavano che i primi risultati fossero relativi a grandi pianeti gioviani in orbite molto strette, i cosiddetti gioviani caldi. Infatti i primi di questa categoria sono stati scoperti dopo solo pochi mesi di osservazione. Pianeti più piccoli o più lontani dalla stella hanno richiesto più tempo per essere confermati e la scoperta di questi non era attesa almeno nei primi tre anni di osservazioni.
Quando il telescopio Kepler osservava un qualcosa di simile ad un transito era necessario valutare la possibilità che fosse un falso positivo con osservazioni successive, come la spettroscopia Doppler dalla Terra, prima della conferma definitiva. Nonostante Kepler fosse stato progettato per la fotometria, si è notato come sia stato anche in grado di eseguire misure di astrometria e tali misurazioni avessero potuto aiutare a confermare o escludere i candidati.
In aggiunta ai transiti, i pianeti che orbitano attorno alle loro stelle mostrano una variazione nella quantità di luce riflessa, esattamente come la Luna e le sue fasi. Kepler non poteva risolvere i pianeti dalle stelle, ma ne osservava la luminosità combinata, che varia periodicamente ogni orbita del pianeta. Nonostante l'effetto sia piccolo anche per pianeti gioviani in orbite molto strette, comparabile alla precisione richiesta per un pianeta come la Terra, essi erano rilevabili da Kepler. Nel tempo questo metodo ha potuto aiutare a trovare persino più pianeti che con il transito, perché la luce riflessa in dipendenza dalla fase orbitale è in gran parte indipendente dall'inclinazione orbitale e non richiede che il pianeta passi di fronte al disco stellare. In più la funzione di fase di un pianeta gigante è anche funzione delle sue proprietà termiche e atmosferiche. Quindi la curva di fase può aiutare a dedurre altre proprietà planetarie, come la distribuzione e la dimensione delle particelle nell'atmosfera.
In questo campo Kepler agisce come CoRoT.
I dati raccolti da Kepler sono stati anche utilizzati per lo studio di stelle variabili di vari tipi e per la conduzione di studi di astrosismologia, particolarmente per stelle che mostrano oscillazioni simili a quelle solari.

## Risultati della missione per anno

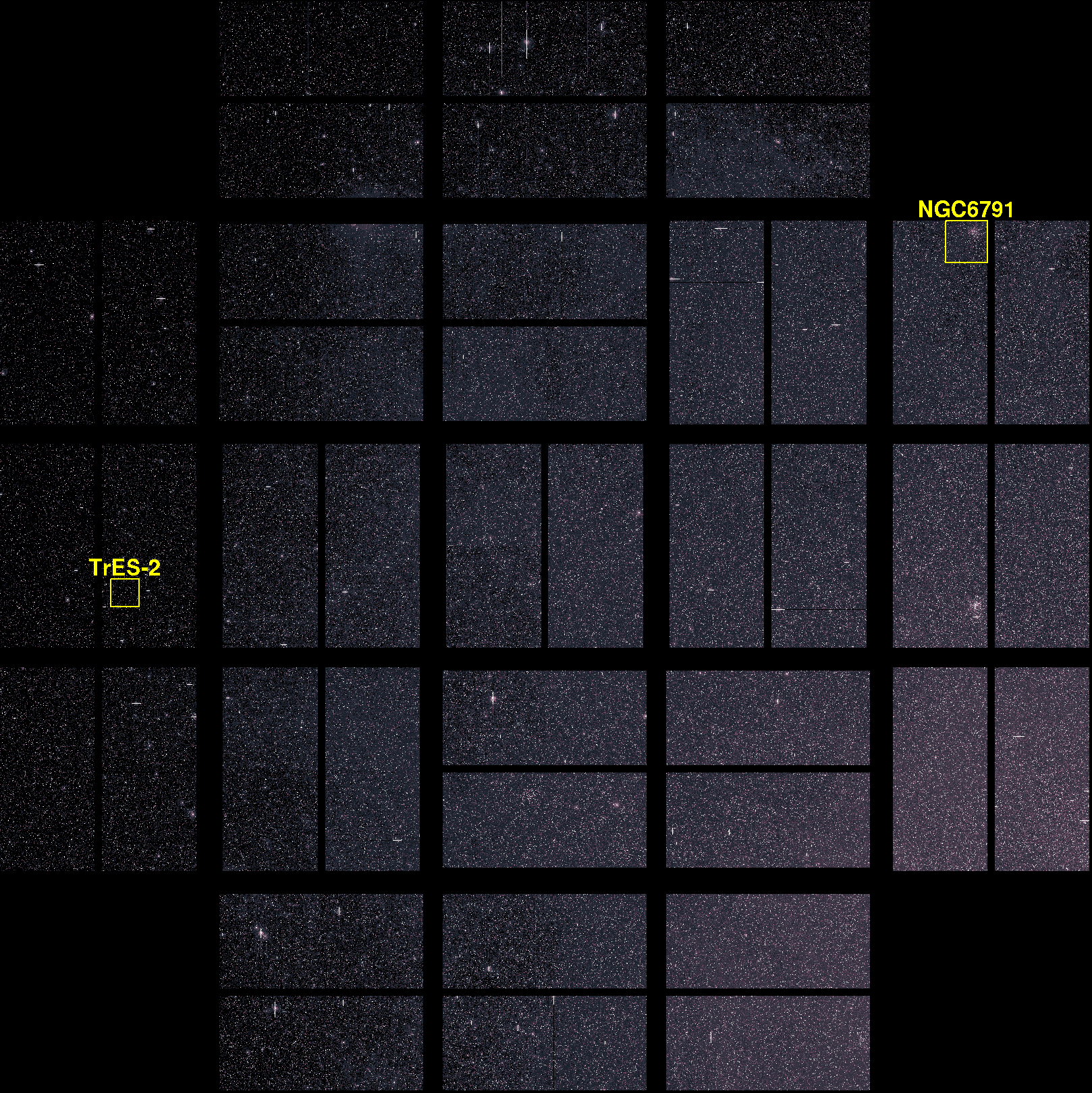
Una delle fotografie di Kepler, con in evidenza due punti di interesse. Il nord celeste è in basso a sinistra.

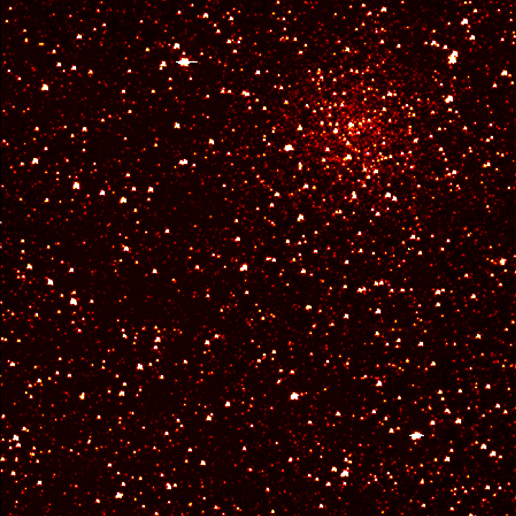
Dettaglio dell'immagine a sinistra che mostra l'ammasso aperto NGC 6791.

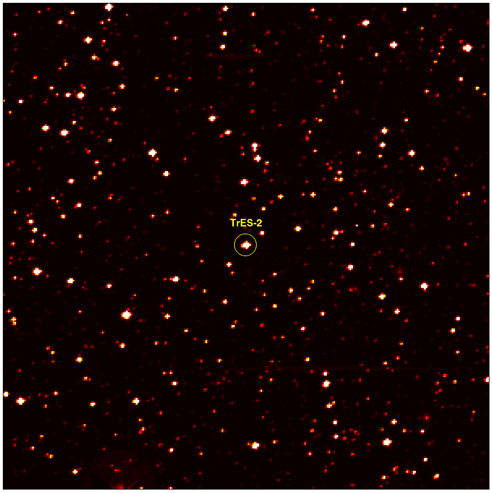
Dettaglio dell'immagine a sinistra con evidenziata la posizione di TrES-2.

Come era atteso le prime scoperte sono state tutte di pianeti appartenenti alla classe dei gioviani caldi, pianeti grandi e molto vicini alla loro stelle, fattori che ne rendono l'individuazione più facile. Con il proseguire della missione si sono scoperti gradualmente i pianeti con periodi più lunghi e dimensioni minori.

### 2009
Il 6 agosto 2009 la NASA ha tenuto una conferenza per discutere i primi risultati della missione Kepler. A questa conferenza stampa è stato rivelato come Kepler avesse confermato l'esistenza del già conosciuto pianeta transitante HAT-P-7 b e che il telescopio funzionava bene ed era in grado di scoprire pianeti terrestri.
Siccome la scoperta di pianeti da parte di Kepler dipende da cambi molto piccoli nella luminosità delle stelle, le stelle che sono di conto loro variabili non sono utili nella sua ricerca. Già dai primi pochi mesi di dati gli scienziati del team Kepler hanno scoperto che circa 7 500 delle stelle monitorate erano stelle variabili. Sono state quindi eliminate dalla lista degli obiettivi, per essere sostituite da nuove candidate. Il 4 novembre 2009 il progetto Kepler ha distribuito al pubblico le curve di luce delle stelle scartate.

### 2010
Il 4 gennaio 2010 gli scienziati del team di Kepler hanno annunciato alla convention della American Astronomical Society i primi risultati scientifici del telescopio spaziale. Nelle sole prime sei settimane di dati il telescopio ha individuato circa 100 candidati pianeti e ne ha effettivamente scoperti cinque, precedentemente sconosciuti e tutti molto vicini alle loro stelle.. Il primo è simile a Nettuno come dimensioni e densità, rendendolo così un nettuniano caldo. Gli altri quattro sono invece dei gioviani caldi molto grandi (tra 1,3 e 1,5 RJ), tra cui Kepler-7 b che con una densità di 0,17 g/cm³, simile a quella del polistirene, era all'epoca il pianeta meno denso mai scoperto.
Un articolo del 31 gennaio ha analizzato due candidati pianeti, KOI-74 e KOI-81, dalle insolite proprietà. I due oggetti infatti mostravano dai dati di avere temperature superficiali più elevate persino delle loro stelle, pur possedendo una massa substellare. Un articolo successivo, del 26 aprile ha mostrato che tali dati erano da spiegarsi con il fatto che i due oggetti sono delle nane bianche, prodotte da processi di trasferimento di massa in sistemi binari stretti.
Il 15 giugno 2010 il team della missione ha distribuito al pubblico i dati di quasi tutte le circa 156 000 stelle studiate. In questi primi dati, che coprono solo 33,5 giorni, 706 stelle mostravano di possedere candidati esopianeti validi, con dimensioni che variavano da quelle della Terra a più grandi di Giove. Sono stati inoltre distribuiti i dati di 312 esopianeti in orbita attorno a 306 di queste candidate stelle: tra di essi infatti figurano 5 sistemi multiplanetari, mentre è stato comunicato che i dati per le restanti 400 venivano trattenuti per ulteriori analisi e che sarebbero stati pubblicati nel febbraio dell'anno successivo (vedi la sezione successiva).
I risultati di Kepler quindi, in base alla lista dei candidati del 2010, implicavano che la gran parte dei pianeti scoperti possedesse un raggio medio pari a circa la metà di quello di Giove e che tra i pianeti dal periodo orbitale inferiore ai 30 giorni quelli più piccoli fossero molto più frequenti di quelli grandi. Ciò significa che le scoperte dalla Terra stavano campionando solo la coda di grande massa della distribuzione di tali pianeti di corto periodo. Ciò entrava in contraddizione con le teorie precedenti, secondo le quali i pianeti di piccole dimensioni e simili alla Terra fossero relativamente rari. Secondo i dati di Kepler infatti si poteva fare una prima stima realistica dei pianeti abitabili nella nostra galassia, risultata pari a circa 100 milioni.

### 2011

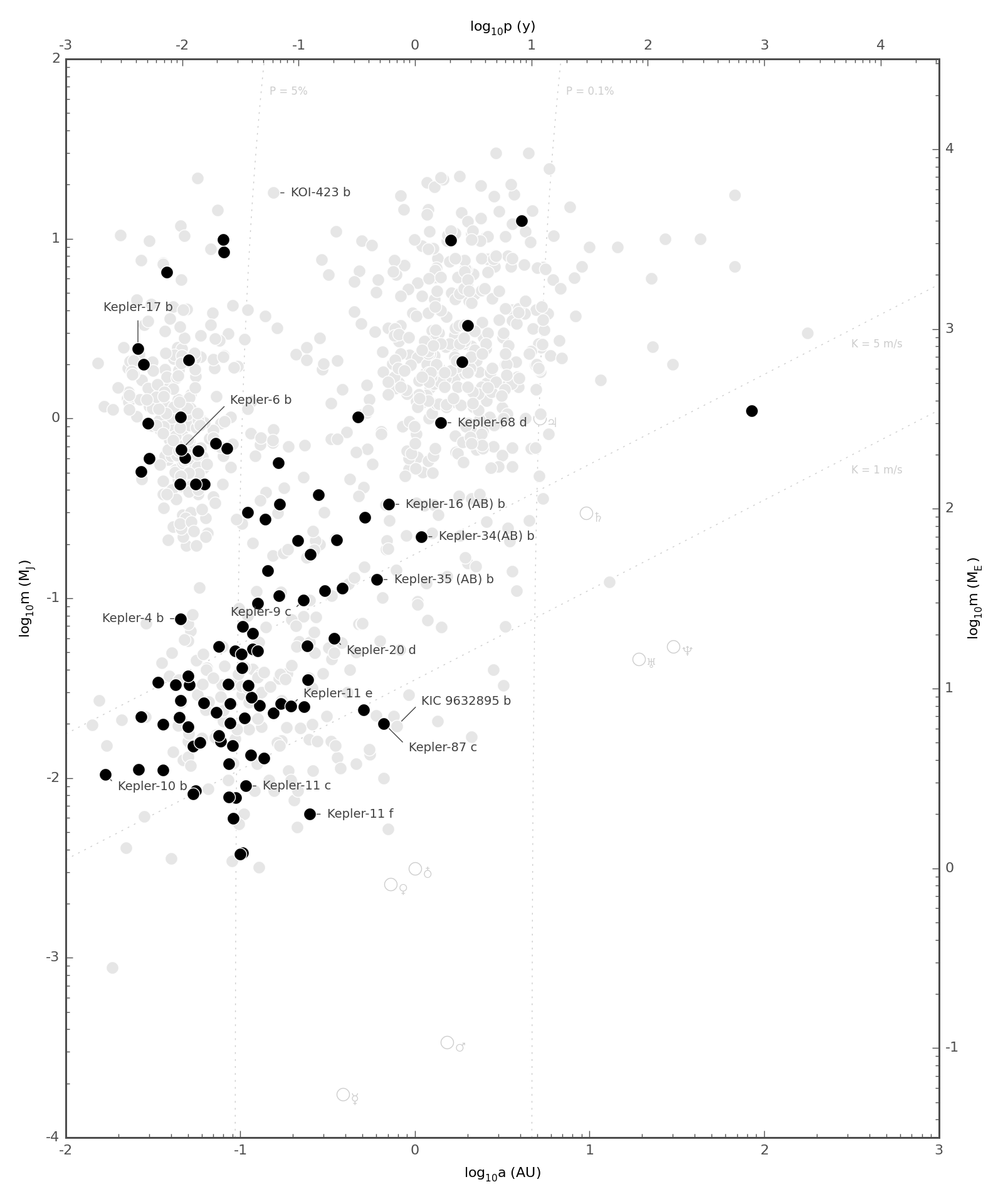
Distribuzione dei pianeti confermati da Kepler a inizio 2011, in un grafico di dispersione semiasse-massa, nel contesto degli altri pianeti conosciuti all'epoca.

Il 2 febbraio il team di Kepler ha annunciato i risultati dell'analisi dei primi quattro mesi di dati, presi tra il 2 maggio e il 16 settembre 2009. Il team ha scoperto 1 235 candidati pianeti in orbita attorno a 997 stelle e analisi indipendenti indicano che almeno il 90% di questi potrebbero essere pianeti reali. I candidati si dividono in 68 pianeti di dimensioni terrestri, 288 superterrestri, 663 nettuniani, 165 gioviani e 19 fino a due volte più grandi di Giove. In contrasto con i lavori precedenti, all'incirca il 74% dei pianeti sono più piccoli di Nettuno, probabilmente perché i pianeti più grandi sono stati scoperti subito in quanto facilmente individuabili.
Di questi 1 235 pianeti annunciati a febbraio ben 54 orbitano nella fascia abitabile delle loro stelle, inclusi 6 pianeti grandi meno di due volte la Terra. Questi sono KOI-326.01, KOI-701.03, KOI-268.01, KOI-1026.01, KOI-854.01 e KOI-70.03. Uno studio successivo ha mostrato come KOI-326.01 non sia in realtà di dimensioni terrestri. Prima di questa pubblicazione erano conosciuti solo due pianeti ritenuti orbitare nella fascia abitabile, quindi queste nuove scoperte hanno portato a un'enorme espansione del numero dei pianeti con tale caratteristica. Tutti i 54 candidati pianeti nella fascia abitabile scoperti orbitano attorno a stelle significativamente più piccole e fredde del Sole (candidati abitabili attorno a stelle simili al Sole richiederanno molti altri anni di raccolta dati per accumulare i tre transiti richiesti per la conferma).
Basandosi su questi primi dati si è stimata la frequenza dei vari tipi di pianeti: il 5,4% delle stelle ospita pianeti di dimensione terrestre, il 6,8% ospita superterre, il 19,3% nettuniani e il 2,5% pianeti di dimensioni gioviane. I sistemi multiplanetari sono comuni: infatti il 17% delle stelle ospiti possiede sistemi con più candidati e il 33,9% di tutti i pianeti si trovano in sistemi multipli.

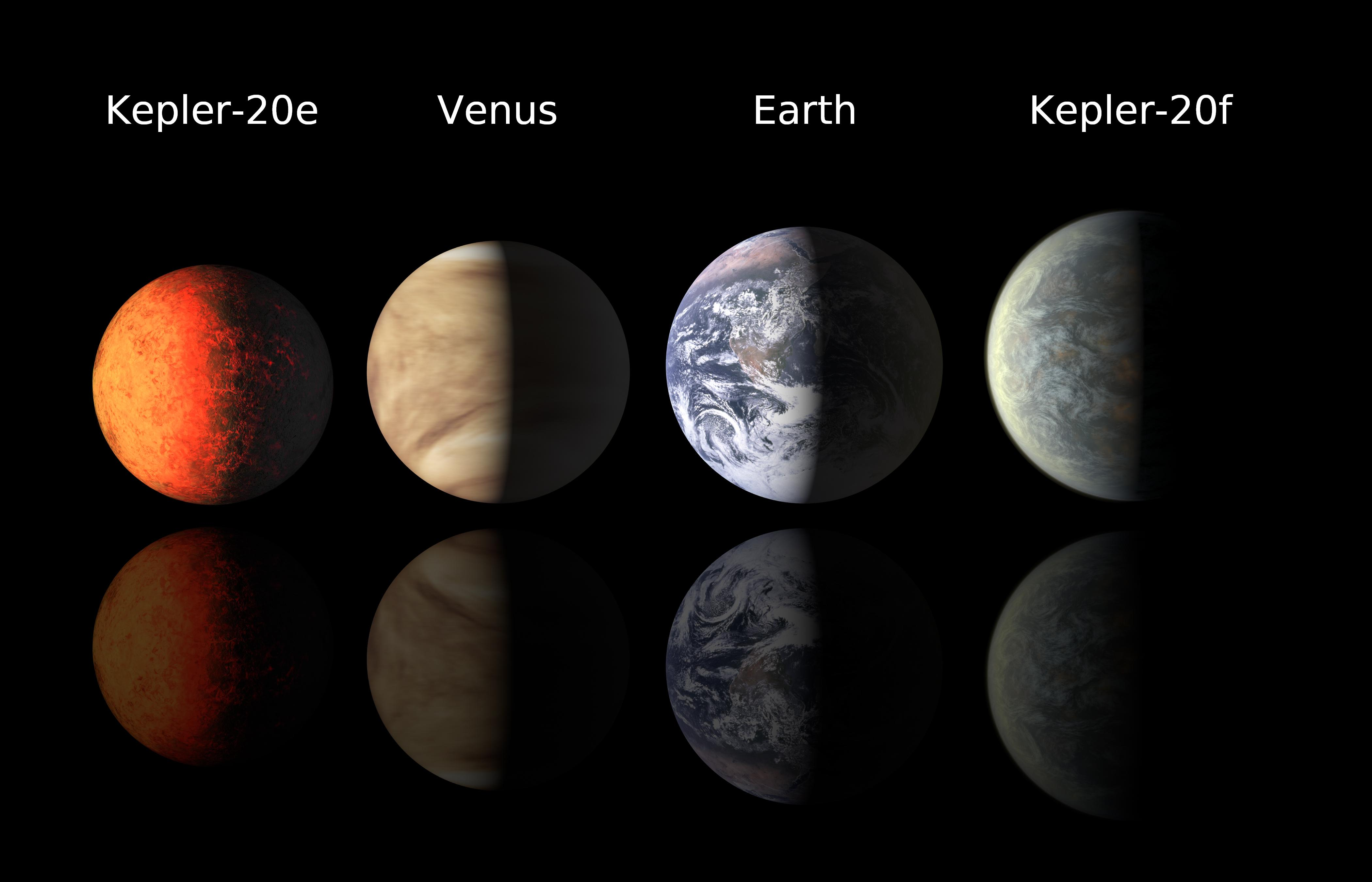
Illustrazione che mette a confronto Kepler-20 e e Kepler-20 f con la Terra e Venere.

Il 5 dicembre il team di Kepler ha annunciato una nuova release di dati, portando il numero di candidati planetari a 2326. Questi si dividono in 207 di dimensioni terrestri, 680 superterrestri, 1181 nettuniani, 203 gioviani e 55 più grandi di Giove. In confronto alla distribuzione dei pianeti annunciati a febbraio il numero delle terre e delle superterre è aumentato rispettivamente del 200% e del 140%. Invece i candidati in fascia abitabile si sono ridotti a 48, a seguito dell'adozione di criteri più stringenti.
Il 20 dicembre il team Kepler ha annunciato la scoperta dei primi pianeti extrasolari di dimensioni terrestri, Kepler-20 e e Kepler-20 f, in orbita attorno a una stella simile al Sole, Kepler-20.
Basandosi sulle scoperte di Kepler, l'astronomo Seth Shostak ha stimato che "entro un migliaio di anni luce dalla Terra ci sono almeno 30 000 pianeti abitabili. Sempre in base alle scoperte il team di Kepler ha stimato che ci sono "almeno 50 miliardi di pianeti nella Via Lattea e che almeno 500 milioni di questi sono nella fascia abitabile".
Nel marzo 2011 gli astronomi del Jet Propulsion Laboratory della NASA hanno affermato che "ci si aspetta che tra l'1,4% e il 2,7% di tutte le stelle simili al Sole ospiti pianeti simili alla Terra nelle rispettive fasce di abitabilità". Ciò significa che ci sono almeno "due miliardi" di pianeti simili alla Terra solo nella nostra Via Lattea. E considerando che ci sono almeno 50 miliardi di galassie nell'universo osservabile. il totale dei pianeti abitabili potenziali sale a 100 miliardi di miliardi.
Tra i pianeti scoperti notevoli c'è il sistema di KOI-55, una stella morente i cui pianeti sono stati individuati non tramite transito ma utilizzando la luce riflessa dagli stessi e la sua variazione durante la loro orbita.

### 2012
Nel gennaio un team internazionale di astronomi ha comunicato che ogni stella della Via Lattea mediamente ospita almeno 1,6 pianeti e ciò implica che nella nostra sola galassia esistano oltre 160 miliardi di pianeti in sistemi planetari.
Kepler nella sua attività di monitoraggio della luminosità delle stelle selezionate non solo ha registrato i transiti dei pianeti ma anche i brillamenti di queste stelle. Alcuni di questi brillamenti sono stati fino a 10 000 volte più potenti del più grande brillamento solare mai registrato, l'evento di Carrington nel 1859. Una spiegazione per tali superflare è che siano dovute all'interazione con dei pianeti gioviani caldi, molto massicci e vicini alla superficie della stella.
Durante il 2012 la tecnica delle Transit Timing Variation (TTV), utilizzata per la conferma di Kepler-9 d, ha cominciato ad essere usata in modo estensivo, confermando sempre più pianeti tramite le analisi della perturbazione della periodicità dei transiti, dovute a pianeti non transitanti. Il 16 ottobre è stato scoperto il primo pianeta in un sistema stellare quadruplo, Kepler-64, ed è anche il primo pianeta individuato dal sito planet hunters.

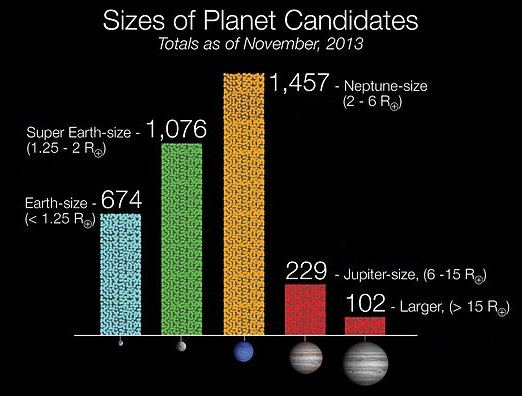
Suddivisione in base alla dimensione dei 2740 candidati pianeti di Kepler, in base ai dati resi noti il 7 gennaio 2013.

Nel 2012 il catalogo dei pianeti candidati ha subito solo un aggiornamento, senza notevoli espansioni, con l'eliminazione di 5 candidati (da 2326 a 2321)

### 2013
Il 7 gennaio il team della missione Kepler ha pubblicato una nuova versione del catalogo dei candidati, aggiungendone 461 ed eliminandone 42, facendo così salire il totale a 2 740 candidati in orbita attorno a 2 036 stelle. I candidati sono suddivisi in 351 pianeti di dimensione terrestre, 816 superterre, 1 290 nettuniani, 202 gioviani e 81 più grandi di Giove. Anche in questa release viene confermata la tendenza di quelle precedenti verso un aumento dei candidati più piccoli, in quanto le terre hanno visto un aumento del 43%, le superterre del 21%, mentre quelli maggiori hanno subito un aumento nettamente minore. Probabilmente perché più facili da vedere e ormai già tutti scoperti. Più il tempo passa più Kepler sarà in grado di confermare pianeti piccoli e con orbite molto larghe.
Tra questi nuovi candidati spicca KOI-172.02, una superterra di poco più grande del nostro pianeta e nella fascia abitabile della sua stella, probabilmente il primo pianeta scoperto ad essere "un buon candidato per ospitare la vita extraterrestre".
Il pianeta è stato successivamente confermato e inserito nella lista ufficiale come Kepler-69 c il 18 aprile, insieme ad altri due pianeti molto simili alla Terra, Kepler-62 e e Kepler-62 f.
Uno studio degli astronomi del Caltech, sempre di gennaio, ha formulato una nuova stima dei pianeti presenti nella Via Lattea, portandola un valore compreso tra 100 e 400 miliardi. Lo studio è basato sul sistema di Kepler-32 e suggerisce che i sistemi multipli potrebbero essere la norma nella nostra galassia.

### 2014
Il 26 febbraio viene annunciata la scoperta, grazie ai dati di Kepler, di 715 nuovi pianeti intorno a 305 stelle; quattro di questi orbitano nella zona abitabile.
Il 17 aprile viene annunciata la scoperta del pianeta più simile alla Terra finora scoperto a cui viene dato il nome di Kepler-186f. Questo è più grande del 10% rispetto al nostro pianeta ed orbita intorno ad una nana rossa distante circa 500 anni luce da noi. Il pianeta dista dalla sua stella circa 58 milioni di chilometri e compie un'orbita in 130 giorni. Tutti questi fattori hanno spinto i ricercatori della NASA ad ipotizzare che questo pianeta abbia le caratteristiche per mantenere l'acqua allo stato liquido in superficie, così da poter consentire la nascita della vita.

### 2015
L'8 gennaio viene annunciata la scoperta di due pianeti molto simili alla terra, denominati “Kepler-438 b” e “Kepler-442 b”, che sono di dimensioni leggermente superiori alla Terra e si trovano rispettivamente a 475 e 1100 anni luce di distanza dal sistema solare; in particolare Kepler-438b potrebbe avere una superficie rocciosa e temperatura ideale per possedere acqua allo stato liquido, ed è stato definito dalla NASA il pianeta più simile alla terra mai scoperto.
Il 26 gennaio viene data notizia dalla NASA della scoperta di un sistema costituito da 5 pianeti rocciosi di dimensione inferiori a Venere, attorno alla nana arancione Kepler-444, la cui età è stata stimata in 11,2 miliardi di anni (l'80% dell'età dell'universo).
Il 23 luglio viene annunciata ufficialmente la scoperta dalla NASA del pianeta Kepler-452 b. Si tratta di un esopianeta che orbita attorno a Kepler-452, una stella di classe G nella costellazione del Cigno, distante 1400 anni luce dal sistema solare. Il pianeta è il primo oggetto dalle dimensioni simili a quelle terrestri ad essere stato scoperto orbitante nella zona abitabile di una stella molto simile al Sole. Il pianeta impiega circa 385 giorni terrestri per eseguire una rivoluzione, è più grande e si è formato prima del nostro pianeta.

### 2017
A giugno 2017 la NASA ha pubblicato un aggiornamento del catalogo planetario dei pianeti osservati da Kepler, con 219 nuovi pianeti candidati, dieci dei quali di dimensioni simili alla Terra ed orbitanti nella relativa fascia di abitabilità. A seguito di tale aggiornamento, l'ottavo della missione e l'ultimo che caratterizza la costellazione del Cigno, son stati identificati 4034 esopianeti candidati.

### 2018
Nel gennaio 2018 vengono scoperti i pianeti extrasolari, confermato dall'INAF con il TNG, K2-141 b e c, di cui il primo di tipo terrestre e con un periodo di rivoluzione di appena 6,7 ore, e il secondo (più lontano) di tipo nettuniano. A marzo 2018, in concomitanza con l'annuncio della scoperta di 95 nuovi esopianeti e che il satellite sta esaurendo il carburante, sono stati confermati 2342 esopianeti scoperti dalla missione Kepler.
Il 30 ottobre 2018 un comunicato della NASA conferma che il carburante del satellite è esaurito e quindi la missione è terminata.

## Pubblicazione dei dati
Il team della missione originariamente aveva promesso di pubblicare i dati entro 1 anno dalle osservazioni, ma tale piano è stato cambiato dopo il lancio, estendendo l'intervallo >Fine osservazioni-Pubblicazione dati< a ben tre anni. Ciò ha creato forti critiche ed ha così spinto il team scientifico di Kepler a distribuire i dati con una scaletta più dinamica: tre quarti dei loro dati entro 1 anno e 9 mesi dalla raccolta. 
I dati fino al settembre 2010 (i quarti 4, 5 e 6) sono stati distribuiti a gennaio del 2012.

### Osservazioni successive da parte di altri
Periodicamente il team della missione Kepler rende pubblica una lista di candidati planetari (Kepler Objects of Interest o KOI) al pubblico. Da queste informazioni team di astronomi nel mondo possono eseguire le misure di velocità radiali necessarie per la conferma dei pianeti, come è avvenuto per gli oggetti da Kepler-39 a Kepler-45. Per esempio Kepler-40, prima KOI-428, è stato confermato con i dati spettrometrici ottenuti dallo spettrografo échelle di SOPHIE nel 2010, mentre nel 2011 è stata la volta di Kepler-39, o KOI-423.

### Partecipazione del pubblico
Dal dicembre 2010 i dati pubblici di Kepler sono stati utilizzati dal progetto Zooniverse "Planethunters.org", il quale permette a dei volontari di cercare tra le curve di luce di Kepler il segnale di pianeti transitanti che potrebbero essere sfuggiti agli algoritmi automatici di rilevamento.
A giugno 2011 gli utenti avevano identificato 69 candidati potenziali che erano sfuggiti agli scienziati del team della missione. Il team pianifica di riconoscere pubblicamente il merito degli amatori che scoprono tali pianeti.
Nel gennaio 2012 il programma della BBC "Stargazing Live" ha trasmesso un appello pubblico per invitare volontari ad entrare nella ricerca effettuata da Planethunters.org. Ciò ha portato alla scoperta di un pianeta nettuniano da parte di due astronomi amatoriali. Altri 100 000 volontari sono entrati nel progetto entro la fine di gennaio, analizzando più di un milione di immagini di Kepler.

### KeplerInput Catalog
Il Kepler Input Catalog (o KIC) è un database pubblico di circa 13,2 milioni di stelle, utilizzato per il Programma "Kepler Spectral Classification" e per la missione stessa. Il catalogo non è utilizzato per ricercare gli obiettivi di Kepler, in quanto solo una parte delle stelle che elenca (circa un terzo) può essere effettivamente osservata dal telescopio.

## Fine missione
A marzo 2018 è stata dichiarata la scarsità del propellente (Idrazina) che alimentava i propulsori e consentiva alle ruote di reazione di puntare il satellite. Poiché Kepler non era in un'orbita pericolosa per eventuali cadute sulla Terra o su corpi del sistema solare con conseguente rischio contaminazione, la missione è stata sfruttata sino ad esaurimento del combustibile
Il 6 luglio 2018 la NASA ha dichiarato di avere posto il telescopio in uno stato di ibernazione al fine di potere orientare il telescopio verso la Terra per poter scaricare gli ultimi dati acquisiti con la 18 esima campagna osservativa.
La missione è stata conclusa il 30 ottobre 2018 con comunicato della NASA in cui è avvenuta la conferma che il carburante era esaurito